# 林豐喜
林豐喜（1950年12月12日—），中華民國政治人物，民主進步黨籍，臺中市東勢區人，曾任立法委員、行政院中部聯合服務中心執行長、台中縣議員。

## 經歷
2005年5月30日，民進黨中央黨部臨時取消公布臺中縣縣長初選民調，原因是居於劣勢的林豐喜抨擊，新潮流系把持民進黨民調中心，民調過程中電腦監聽系統當機15分鐘，為邱太三護航。民進黨中央黨部回應，電腦監聽系統當機時，林豐喜陣營根本要求暫停民調。
2005年8月30日，新潮流系批評，行政院任命林豐喜出任行政院中部聯合服務中心執行長、前民進黨台中縣黨部主任委員劉文欽出任台灣省諮議員，是為行政院院長謝長廷綁樁；民進黨高雄市黨部主任委員兼「民進黨全國各縣市黨部主任委員聯誼會」會長趙文男發布「和解共生要從黨內派系做起」新聞稿，反批新潮流系。
與數名其他民進黨籍立委曾在江國慶被處決前開記者會指出該案可能是冤獄，而在2011年確認江國慶冤死。
2017年6月23日，林豐喜不滿一例一休，批評蔡英文政府無所不管。
2018年1月4日，林豐喜表示，現在的民進黨已經不是過去的民進黨，中華民國總統兼民進黨主席蔡英文的脖子早就被新潮流系掐住，人事任用權已經在新潮流系身上，蔡英文頂多只是被知會。2018年3月10日，林豐喜批評，民進黨完全執政後，為鞏固政權暨一黨之私，完全家天下化。